# Liste der National Historic Landmarks in Nebraska

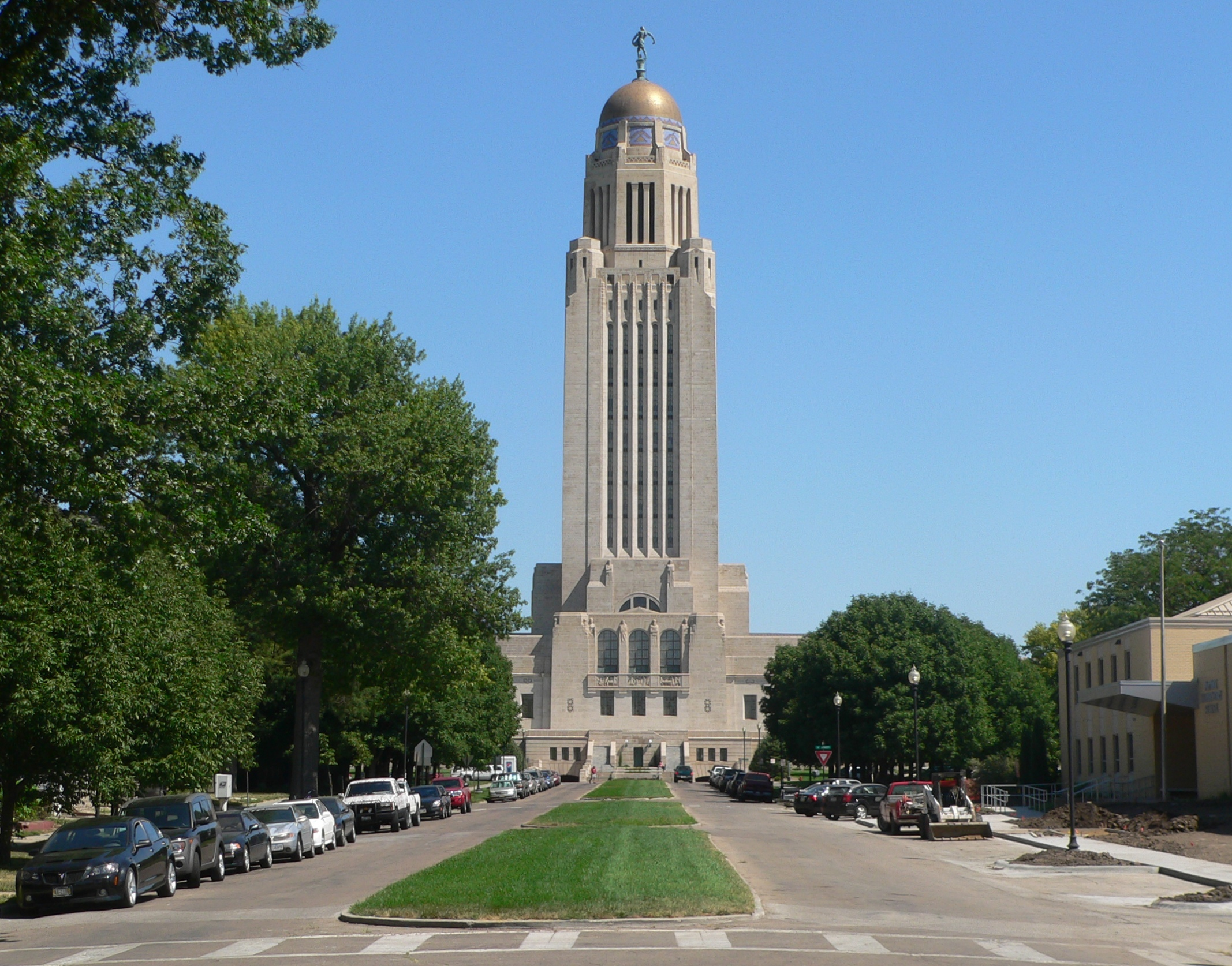
Nebraska State Capitol, Lincoln.

Die Liste der National Historic Landmarks in Nebraska verzeichnet die historischen Objekte und Orte, die im amerikanischen Bundesstaat Nebraska als National Historic Landmark (NHL; deutsch: Nationales historisches Wahrzeichen) klassifiziert sind und unter der Aufsicht des National Park Service (NPS) stehen. Ihre besondere nationale Bedeutung hebt sie aus der Menge der anderen Kulturdenkmale im Gesamtregister historischer Stätten (National Register of Historic Places (NRHP)) der USA heraus. Die Auszeichnung wird durch das Innenministerium der Vereinigten Staaten verliehen.
Im zweiten Teil dieser Liste sind außerdem weitere Objekte aufgeführt, die – wie die Landmarks – über Nebraska hinaus für die USA insgesamt historische Bedeutung haben: National Historic Sites, National Historical Parks, National Memorials und einige andere Einrichtungen sind Gebiete, Wahrzeichen oder Mahnmale in den USA, denen die Auszeichnung nicht durch das Innenministerium, sondern direkt durch Gesetze des Kongresses oder Anordnungen des Präsidenten verliehen wurde. Solche historischen Monumente stehen zwar meist ebenfalls unter dem Schutz des National Park Service, sie wurden aber normalerweise nicht zusätzlich noch zum NHL erklärt; oft wurde deren Schutzstatus bereits vor Einführung des Landmarks-Programms 1960 verliehen. Die nationalen Monumente dieser Art nennt der National Park Service im Anhang der NHL-Liste zu Nebraska.

## National Historic Landmarks in Nebraska
In Nebraska gibt es 21 solcher Kulturdenkmale, die in der folgenden Liste vollständig verzeichnet sind (Stand April 2017). Sie finden sich in 17 der 93 Countys in Nebraska.
Die Reihenfolge der Einträge, die Namen der Landmarks und das Eintragsdatum folgen den Angaben in der Landmark-Liste des National Park Service. Die Tabellenspalte links außen gibt mit einem Farbcode den Hinweis, welche Auszeichnungskategorie des National Park Systems für den jeweiligen Eintrag gilt.
|      | Legende des Farbcodes               |
| ---- | ----------------------------------- |
| NHL  | National Historic Landmark          |
| NHLD | National Historic Landmark District |
| NMON | National Monument                   |

| [ 5 ] | Name                                                              | Bild                                          | Eintragsdatum                 | Lage                                                                                              | County                        | Beschreibung |
| ----- | ----------------------------------------------------------------- | --------------------------------------------- | ----------------------------- | ------------------------------------------------------------------------------------------------- | ----------------------------- | --- |
| 1     | Ash Hollow Cave                                                   | Ash Hollow Cave                               | 19. Juli 1964 ID-Nr. 66000445 | Lewellen, südlich des Ortes am US-Highway 26 41° 18′ 8,5″ N, 102° 7′ 19″ W                        | Garden County                 | Archäologische Stätte, Grabungsfunde zeigten, dass die Halbhöhle bis zum 17. Jahrhundert über einen Zeitraum von mindestens 1500 Jahren von verschiedenen indianischen Kulturen als Schutzort und Wohnplatz genutzt wurde. |
| 2     | William Jennings Bryan House (Fairview)                           | William Jennings Bryan House                  | 6. Nov. 1963 ID-Nr. 66000947  | Lincoln, 4900 Sumner Street 40° 47′ 44,9″ N, 96° 39′ 5,8″ W                                       | Lancaster County              | Wohnhaus des Politikers und mehrfachen Präsidentschaftskandidaten der Demokraten zwischen 1890 und 1910, William Jennings Bryan; erbaut 1902–1903. |
| 3     | Captain Meriwether Lewis                                          | Captain Meriwether Lewis                      | 11. Apr. 1989 ID-Nr. 77000833 | Brownville, Missouri-Ufer 40° 23′ 42″ N, 95° 39′ 3,1″ W                                           | Nemaha County                 | Großes Dampf-Baggerschiff mit Seitenradantrieb, erbaut 1931 vom United States Army Corps of Engineers um die Fahrrinne des Missouri auszubaggern und schiffbar zu halten, durchgehend in Betrieb bis 1965. 1976 Übernahme durch die Nebraska State Historical Society, auf Land gelegt 1979, seither Museumsschiff. |
| 4     | Willa Cather House                                                | Willa Cather House                            | 11. Nov. 1971 ID-Nr. 69000139 | Red Cloud, 241 North Cedar Street 40° 5′ 15,2″ N, 98° 31′ 15,4″ W                                 | Webster County                | 1884–1890 Wohnhaus der Schriftstellerin Willa Cather; erbaut 1878. |
| 5     | Coufal Site (Coufal Ridge Site; 25-HW-06)                         |                                               | 19. Juli 1964 ID-Nr. 66000446 | Cotesfield, etwa 10 km nordwestlich des Orts 41° 23′ 0″ N, 98° 44′ 0″ W                           | Howard County                 | Archäologische Stätte; mehr als 20 nachgewiesene Erdbehausungen und weitere Überreste der prähistorischen Itskari-Kultur (auch: Loup-River-Kultur). |
| 6     | Father Flanagan’s Boys’ Home (Boys Town)                          | Father Flanagan’s Boys’ Home                  | 4. Feb. 1985 ID-Nr. 85002439  | Boys Town 41° 15′ 13,7″ N, 96° 8′ 3,8″ W                                                          | Douglas County                | Der Landmark-Distrikt, ein Vorort von Omaha, ist Gründungsort und Hauptsitz der gleichnamigen Familien- und Jugendhilfe-Organisation Boys Town; ursprünglich 1921 auf Initiative des katholischen Geistlichen Father Flanagan als Zufluchts- und Ausbildungsplatz für obdachlose Jungen entwickelt. |
| 7     | Fort Atkinson                                                     | Fort Atkinson                                 | 4. Juli 1961 ID-Nr. 66000454  | Fort Calhoun, 201 South 7th Street 41° 27′ 10,3″ N, 96° 0′ 44,3″ W                                | Washington County             | Ab 1819 erster Stützpunkt der United States Army westlich des Missouri, in den noch nicht als Staaten organisierten Gebieten der USA nach dem Louisiana Purchase; aufgegeben 1827, Rekonstruktion des Forts in den 1980er Jahren durch den Staat Nebraska. |
| 8     | Fort Robinson und Red Cloud Agency                                | Fort Robinson und Red Cloud Agency            | 19. Dez. 1960 ID-Nr. 66000442 | Crawford, 3200 West Highway 20 42° 40′ 8″ N, 103° 28′ 2″ W                                        | Dawes County und Sioux County | Wichtiger Stützpunkt der United States Army im Zusammenhang mit der endgültigen Unterwerfung der indianischen Urbevölkerung in den Indianerkriegen Ende des 19. Jahrhunderts; gegründet 1874 auf dem damaligen Gebiet der Red Cloud Agency, einer Einrichtung des Bureau of Indian Affairs; Crazy Horse, Anführer der Oglala wurde hier 1877 getötet. 1947 wurde das Fort von der Armee aufgegeben, 1956 als Museum geöffnet.                                |
| 9     | Hazard (USS)                                                      | Hazard (USS)                                  | 14. Jan. 1986 ID-Nr. 79003712 | Omaha, 2497 Freedom Park Road 41° 16′ 36,7″ N, 95° 54′ 6″ W                                       | Douglas County                | Das einzige noch in den Vereinigten Staaten existierende Minensuchboot der im Zweiten Weltkrieg entwickelten Admirable-Klasse, der größten Klasse amerikanischer Minensuchboote; seit 1971 Museumsschiff in einem Marinemuseum in Omaha. |
| 10    | Leary Site (25-RH-1)                                              | Leary Site                                    | 19. Juli 1964 ID-Nr. 66000449 | Rulo, 6,5 km südöstlich des Ortes 40° 0′ 47,5″ N, 95° 23′ 9,1″ W                                  | Richardson County             | Archäologische Stätte im Gebiet der Reservation des Iowa Tribe of Kansas and Nebraska; Ortschaft und Begräbnisstätte der Oneota-Kultur. |
| 11    | J. Sterling Morton House (Arbor Lodge State Historical Park)      | J. Sterling Morton House                      | 15. Mai 1975 ID-Nr. 69000135  | Nebraska City, 2600 Arbor Avenue 40° 40′ 49,9″ N, 95° 52′ 53,5″ W                                 | Otoe County                   | Wohnhaus, Anwesen und Arboretum von J. Sterling Morton, US-Landwirtschaftsminister 1893–1897 und mehrfach Gouverneur des Nebraska-Territoriums. Insbesondere wurde Morton bekannt durch seine Aufforstungs-Initiative in Nebraska mit der Feier des ersten Tag des Baumes 1872; die Initiative wurde in den folgenden Jahrzehnten zunächst in Bundesstaaten der USA, dann weltweit übernommen.                                                               |
| 12    | Nebraska State Capitol                                            | The Nebraska State Capitol in Lincoln.        | 7. Jan. 1976 ID-Nr. 70000372  | Lincoln, 1445 K Street 40° 48′ 31,3″ N, 96° 41′ 59″ W                                             | Lancaster County              | Das Gebäude mit dem 120 m hohen Turm ist Sitz des Parlaments (Nebraska Legislature), des Gouverneurs, des Obersten Gerichtshofs und des Berufungsgerichts von Nebraska; erbaut 1922–1932. |
| 13    | George W. Norris House                                            | George W. Norris House                        | 28. Mai 1967 ID-Nr. 67000006  | McCook, 706 Norris Avenue 40° 12′ 15″ N, 100° 37′ 33,5″ W                                         | Red Willow County             | Von 1902 bis zu seinem Tod 1944 Wohnhaus des einflussreichen Politikers George W. Norris, Abgeordneter im Repräsentantenhaus 1903–1913, Senator für Nebraska 1913–1943. |
| 14    | Omaha Union Station (Union Passenger Terminal; The Durham Museum) | Omaha Union Station                           | 23. Dez. 2016 ID-Nr. 71000484 | Omaha, 801 South 10th Street 41° 15′ 5,5″ N, 95° 55′ 41,8″ W                                      | Douglas County                | Zwischen 1929 und 1931 erbauter Passagierbahnhof der Union Pacific Railroad; seit Mitte der 1950er Jahre zunehmend weniger von den Eisenbahngesellschaften genutzt, 1971 wurde der Personenverkehr eingestellt; seit 1975 als Ausstellungsort verschiedener Museen genutzt; seit 2016 als NHL geschützt als eines der auffälligsten und am besten erhaltenen Beispiele für Art-déco-Architektur.                                                             |
| 15    | Palmer Site (25-HW-01)                                            | Palmer Site                                   | 19. Juli 1964 ID-Nr. 66000447 | Palmer, in der Nähe des Ortes 41° 13′ 0″ N, 98° 15′ 0″ W                                          | Howard County                 | Archäologische Stätte, ehemaliges Dorf der Skidi-Pawnee (Skiri-Pawnee) am Loup River, bewohnt 1804–1844. |
| 16    | Dr. Susan LaFlesche Picotte Memorial Hospital (Walthill Hospital) | Dr. Susan LaFlesche Picotte Memorial Hospital | 19. Apr. 1993 ID-Nr. 88002762 | Walthill, 505 Matthewson Street 42° 9′ 6,1″ N, 96° 29′ 41,9″ W                                    | Thurston County               | Krankenhaus, erbaut 1912–1913 mit Geldern, die auf Initiative der Ärztin Susan LaFlesche Picotte eingeworben worden waren; Susan Picotte war die erste akademisch ausgebildete Ärztin indianischer Abstammung und eine der ersten weiblichen Ärzte in den Vereinigten Staaten; das Krankenhaus war das erste in einer indianischen Reservation, welches nicht mit staatlichen Mitteln aufgebaut wurde; als Krankenhaus in Betrieb bis Ende der 1940er Jahre. |
| 17    | Pike Pawnee Village Site (Hill Site; 25-WT-01)                    | Pike Pawnee Village Site                      | 19. Juli 1964 ID-Nr. 66000455 | Guide Rock, Südufer des Republican Rivers, westlich von Guide Rock 40° 3′ 33,4″ N, 98° 24′ 2,1″ W | Webster County                | Archäologische Stätte; um die Jahrhundertwende zum 19. Jahrhundert Siedlung des Republican-Stamms der Pawnee, zuerst beschrieben 1806 von Zebulon Pike während der Pike-Expedition. |
| 18    | Robidoux Pass                                                     | Robidoux Pass                                 | 20. Jan. 1961 ID-Nr. 66000450 | Gering, Robidoux Pass Road 41° 48′ 51,9″ N, 103° 51′ 5,4″ W                                       | Scotts Bluff County           | Der Pass durch die Wildcat Hills westlich des Wegmarke Scotts Bluff war Teil des Oregon Trails und wurde zwischen 1843 und 1851 von Tausenden von Auswanderern in den Westen genutzt; seit ab 1851 der nördlicher gelegene Mitchell-Pass den Weg verkürzte, wurde der Robidoux-Pass nicht mehr genutzt. |
| 19    | Schultz Site (Mira Creek Site; 25-VY-01)                          |                                               | 19. Juli 1964 ID-Nr. 66000453 | North Loup 41° 29′ 36,4″ N, 98° 44′ 49,1″ W                                                       | Valley County                 | Archäologische Stätte; Überreste prähistorischer Kulturen der Plains-Indianer. |
| 20    | Signal Butte (25-SF-01)                                           | Signal Butte                                  | 20. Jan. 1961 ID-Nr. 66000452 | Gering                                                                                            | Scotts Bluff County           | Archäologische Stätte; Überreste prähistorischer Kulturen der Plains-Indianer; die Ausgrabungen lassen drei prähistorische Zeitebenen zwischen 3000 v.C. und 1700 n.C. unterscheiden. |
| 21    | Walker Gilmore Site (25-CC-28)                                    |                                               | 19. Juli 1964 ID-Nr. 66000441 | Murray, Sterns Creek 40° 53′ 59″ N, 95° 50′ 14″ W                                                 | Cass County                   | Archäologische Stätte; Überreste prähistorischer indianischer Kulturen. |

## Historische Monumente in Nebraska
In Nebraska gibt es zwei solcher Einrichtungen, die vom National Park Service (NPS) im Anhang der Landmark-Liste für Nebraska genannt werden (Stand 2017).
| [ 5 ] | Name                                   | Bild                                   | Eintragsdatum                 | Lage                                                                 | County              | Beschreibung |
| ----- | -------------------------------------- | -------------------------------------- | ----------------------------- | -------------------------------------------------------------------- | ------------------- | --- |
| 1     | Homestead National Monument of America | Homestead National Monument of America | 19. März 1936 ID-Nr. 66000115 | Beatrice, 8523 West State Highway 4 40° 17′ 19,1″ N, 96° 49′ 59,7″ W | Gage County         | Daniel Freemans Farm war die erste, deren Besitzanspruch durch den Homestead Act von 1862 erreicht wurde.                                                     |
| 2     | Scotts Bluff National Monument         | Scotts Bluff National Monument         | 12. Dez. 1919 ID-Nr. 66000117 | Gering, 190276 Old Oregon Trail 41° 49′ 40,8″ N, 103° 42′ 28,9″ W    | Scotts Bluff County | Der auffällige Felsvorsprung Scotts Bluff war im 19. Jahrhundert eine wichtige Wegmarke für die Auswanderer nach Westen auf dem Oregon- und dem Mormon-Trail. |